# Turbe
Pour les articles homonymes, voir Turbe (Travnik) et Enquête par turbe.

Turbe de Damad Ali-Pasha, conquérant de la Morée, dans le parc de la forteresse de Kalemegdan à Belgrade

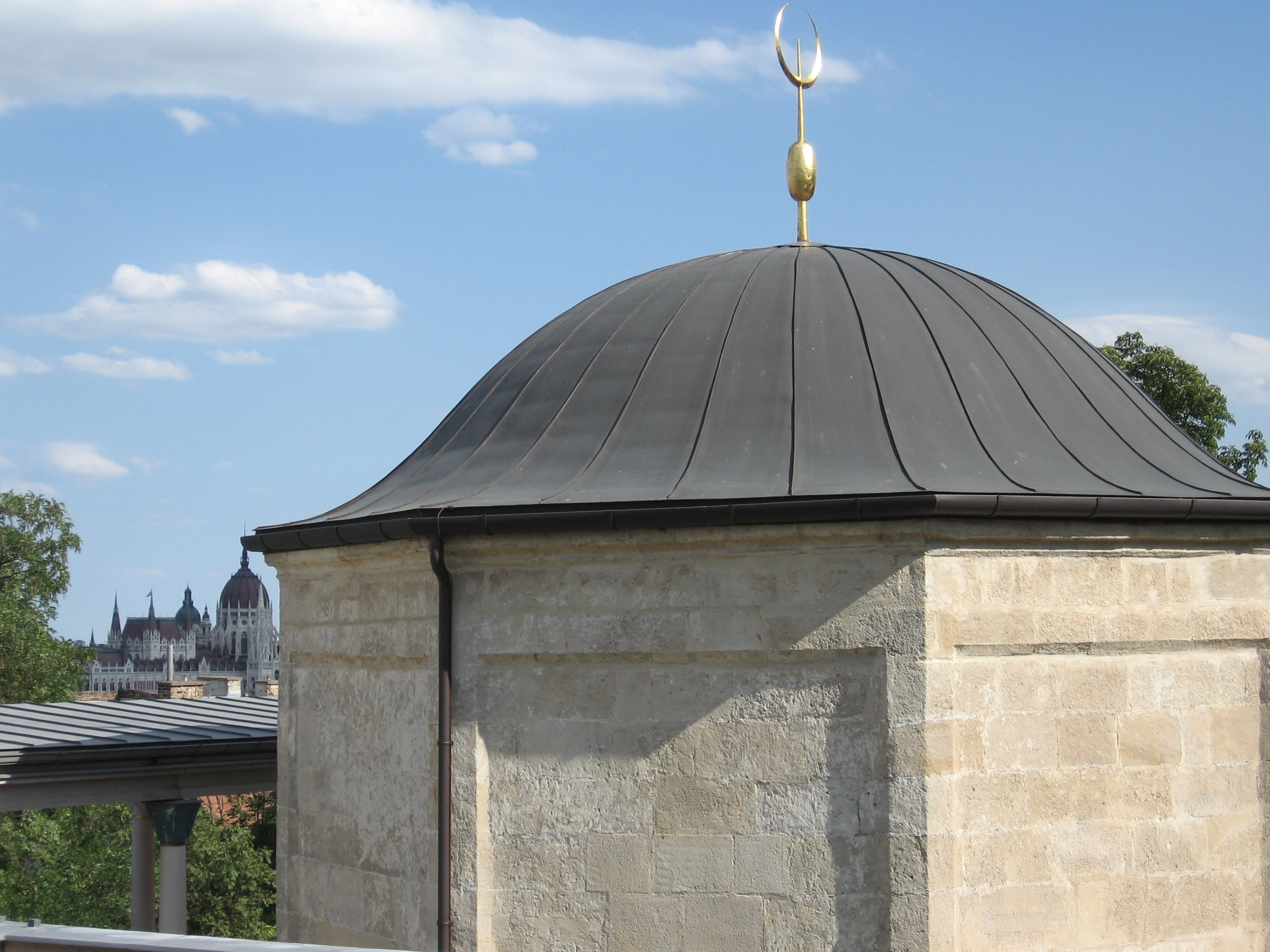
Turbe de Gül Baba à Budapest

Turbe, turbé, tourba ou tourbet, en turc türbe, signifie « tombeau ». Ce terme, apparenté à l'arabe turba (تُرْبَة  « sol / terre »), peut désigner un mausolée ou, le plus souvent, un complexe funéraire, ou encore une concession dans un cimetière, dans les pays de l'Empire ottoman. Les turbes abritent généralement la sépulture de sultans ottomans, beys, deys, saints, nobles et autres notables.
Ce terme fait partie du vocabulaire de l'architecture musulmane.

## Exemples de turbe dans l'Empire ottoman
Istanbul possède de nombreux turbes de sultans de l'Empire ottoman, mais aussi d'autres personnages importants de l'histoire turque, dont le turbe de Mahmoud II par exemple. Konya abrite le turbe de Jalal Ud Din Rumi, qui est un sanctuaire et un lieu de pèlerinage majeurs. On trouve aussi à Bursa les turbes de nombreux sultans ottomans, comme Osman Ier et Mehmed Ier.
En dehors de la Turquie, on trouve des vestiges de turbes dans des pays comme l'Albanie, la Bosnie-Herzégovine, la Bulgarie, la Grèce, la Hongrie, l'Iran, la Macédoine du Nord et la Tunisie. Il est notamment possible de noter : le turbe de Gül Baba à Budapest, le turbe d'Hassan Baba en Thessalie, le turbe de Damad Ali-Pasha et celui du Cheikh Mustafa à Belgrade. Tunis abrite aussi plusieurs tourbas, le plus connu étant le tourbet El Bey,.